# Musoniola conservatrix
Musoniola conservatrix är en bönsyrseart som beskrevs av Terra 1982. Musoniola conservatrix ingår i släktet Musoniola och familjen Thespidae. Inga underarter finns listade i Catalogue of Life.